# Laura Kuske
Laura Kuske (* 19. November 2001 in Neumarkt in der Oberpfalz) ist eine deutsche Handballspielerin.

## Karriere
Kuske begann in der Jugend des DJK SV Berg mit dem Handballspielen und wechselte 2014 zum ESV 1927 Regensburg. 2017 bekam sie die Chance als Perspektiv-Torhüterin des Thüringer HC. 2018 wurde sie als beste Torhüterin im Länderpokal ausgezeichnet.
Zur Saison 2020/21 erhielt sie einen Vertrag der THC Sport GmbH für die Bundesligamannschaft des Thüringer HC. In der Saison 2022/23 wurde sie mit dem THC Deutscher Vizemeister. Für den THC hatte sie 74 Bundesliga, 7 DHB und 18 Europa League Einsätze. Im Sommer 2023 wechselte sie zum Ligakonkurrenten Buxtehuder SV. In den zwei Jahren beim Buxtehuder SV bestritt sie 46 Bundesliga- und drei DHB-Pokalspiele. Im Sommer 2025 kehrte sie zum THC zurück.

## Sonstiges
Neben dem Handball besuchte Kuske das Pierre-de-Coubertin-Gymnasium in Erfurt und legte dort 2023 ihr Abitur ab.